# A magyar női asztalitenisz-csapatbajnokságok végeredményei
A magyar női asztalitenisz-csapatbajnokság 1936-tól kerül megrendezésre. A bajnokságot a Magyar Asztalitenisz Szövetség írja ki és rendezi meg. A bajnokságokat körmérkőzéses rendszerben bonyolították le, a kilencvenes évektől többször rájátszást is rendeztek.
A legtöbb bajnoki címet a Statisztika Petőfi SC nyerte, 39-szer győztek.

## A bajnokságok végeredményei
1935–36
1. Ferencvárosi TC, 2. MTK, 3. Budai SC, 4. Vívó és Atlétikai Club, 5. Pénzintézeti SL, 6. Pestújhelyi SC, 7. Magyar Pamut SC
1936–37
1. MTK 26, 2. Ferencvárosi TC 24, 3. Vívó és Atlétikai Club 20, 4. Magyar Pamut SC 18, 5. MOVE Széchenyi TE 12, 6. Pestújhelyi SC 10, 7. Pénzintézeti SL 4, 8. Budai SC 2 pont
1937–38
1. MTK 12, 2. MOVE Széchenyi TE 10, 3. Vívó és Atlétikai Club 8, 4. Ferencvárosi TC 2, 5. Pestújhelyi SC 2, 6. Duna SC 2 pont
1938–39
1. MTK 14, 2. Vívó és Atlétikai Club 12, 3. MOVE Széchenyi TE 6 pont, 4. Pestújhelyi SC, 5. Ferencvárosi VSK
1939–40
1. MTK és Vívó és Atlétikai Club, 3. MOVE Széchenyi TE és Pestújhelyi SC
1940–41
1. Vívó és Atlétikai Club, 2. MOVE Széchenyi TE, 3. Pestújhelyi SC, 4. Corvin Áruház SE, 5. Budapesti TK, 6. Újpesti TE
1941–42
Az országos döntőben a budapesti és a vidéki bajnokság első két helyezettje vett részt.
Országos döntő: 1. Szabadkai ATC, 2. MOVE Széchenyi TE, 3. Budapesti TK és Ózdi VKE
Budapest: 1. MOVE Széchenyi TE 28, 2. Budapesti TK 22, 3. Pestújhelyi SC 18, 4. Magyar–Olasz Bank 16, 5. Rákospalotai MOVE 12, 6. Magyar Pamut SC és Hofherr SC 8, 8. Weiss Manfréd TK 0 pont
1942–43
Az országos döntőben (Jacobi vándordíj) a budapesti és a vidéki bajnokság első két helyezettje vett részt.
Országos döntő: 1. MOVE TE (volt MOVE Széchenyi TE), 2. Ózdi VKE, 3. Budapesti TK és Hofherr SC
Budapest: MOVE TE, Budapesti TK, Magyar–Olasz Bank, Duna SC, Pestújhelyi SC, Zuglói Danuvia SE, Rákospalotai MOVE, Weiss Manfréd TK
1943–44
1. Budapesti TK, 2. MOVE TE (további sorrend nem ismert)
1945
Csak budapesti bajnokságot játszottak.
1. Barátság TK (volt Budapesti TK) 4, 2. Vívó és Atlétikai Club 2, 3. Csepeli MTK (volt Weiss Manfréd TK) 0 pont
1945–46
Az országos döntőben a budapesti és a vidéki bajnokság első helyezettje vett részt.
Országos döntő: Miskolci MTE–Mezőkémia SE 3:0
Budapest: 1. Mezőkémia SE, 2. Vívó és Atlétikai Club, 3. Elektromos MSE, 4. Hitelbank SE
1946–47
1. Mezőkémia SE 8, 2. Postás SE 8, 3. Újpesti TE 6, 4. Elektromos MSE 2 pont, a Vívó és Atlétikai Club és a Csepeli MTK visszalépett
1947–48
Az országos döntőben a budapesti és a vidéki bajnokság első két helyezettje vett részt.
Országos döntő: 1. Mezőkémia SE, 2. Szombathelyi BÜSE, 3. Postás SE és Ózdi Vasas
Budapest: 1. Mezőkémia SE, 2. Postás SE, 3. Hitelbank SE, 4. Óbudai Goldberger MSE, 5. Csepeli MTK, 6. Siketek SC, az Elektromos MSE és a Vívó és Atlétikai Club visszalépett
1948–49
Egységes országos bajnokság volt, a budapesti és vidéki csapatok együtt játszottak.
1. Elektromos MSE 28, 2. Mezőkémia SE 24, 3. Postás SE 20, 4. Szombathelyi BÜSE 16, 5. Ózdi Vasas 10, 6. Magyar Központi Híradó SE 8, 7. MÁV Igazgatóság SE 4, 8. Munkás TE 2 pont
1949–50
1. Bp. Vörös Meteor (volt Munkás TE) 26, 2. Központi Lombik (volt Mezőkémia SE) 26, 3. Szombathelyi BÜSE 16, 4. Bp. Lokomotív (volt MÁV Igazgatóság SE) 14, 5. Magyar Központi Híradó SE 10, 6. Elektromos MSE és Kaposvári DSK 8, 8. Pestújhelyi MSC (volt Pestújhelyi SC) 4 pont, az Ózdi Vasas, a Phöbus SC, a Munkás TE és az Orosházi SZMTK visszalépett
Döntő: Bp. Vörös Meteor–Központi Lombik 5:0
1950
1. Bp. Vörös Meteor 22, 2. Központi Lombik 20, 3. Meteor SZTK 16, 4. Antenna SK (volt Magyar Központi Híradó SE) 14, 5. Szombathelyi BDSE (volt Szombathelyi BÜSE) 14, 6. Építők KSE 12, 7. Elektromos MSE 12, 8. Standard NV 8, 9. Bp. Lokomotív 6, 10. Szegedi Textil 6, 11. Elektromos MSE II. 2, 12. Székesfehérvári Lokomotív 0 pont
1951
A bajnokságot átszervezték, az országos döntőben szakszervezeti csapatok játszottak, a klubcsapatok csak a területi csoportokban játszottak.
Országos döntő: 1. SZOT I., 2. SZOT II., 3. SZOT III.
Budapesti csoport, tavasz: 1. Bp. Vörös Meteor 22, 2. Bp. Lokomotív és Bp. Szikra (volt Központi Lombik) és Vasas MÁVAG 18, 5. Vasas Standard (volt Standard NV) 14, 6. Fáklya Antenna (volt Antenna SK) 12, 7. IV. ker. Vörös Lobogó 10, 8. III. ker. Vörös Lobogó 8, 9. Bp. Építők (volt Építők KSE) 6, 10. Vasas Hofherr (volt Hofherr SC) 4, 11. Vasas Elektromos (volt Elektromos MSE) 2, 12. Kinizsi Kávészer 0 pont
Budapesti csoport, ősz: 1. Bp. Vörös Meteor 22, 2. Bp. Lokomotív 19, 3. III. ker. Vörös Lobogó 18, 4. Vasas MÁVAG 16, 5. Fáklya Antenna 15, 6. Bp. Szikra 12, 7. Vasas Standard 10, 8. Vasas Elektromos 6, 9. Bp. Építők 6, 10. VL Sortex 4, 11. Petőfi Igazságügy 4, 12. VM Állami Biztosító 0 pont
1952
Ebben az évben az országos döntőben területi csapatok indultak.
Országos döntő: 1. Budapest I., 2. Budapest II., 3. Budapest III., 4. Budapest IV., 5. Borsod megye, 6. Győr megye, 7. Budapest V., 8. Hajdú megye, 9. Vas megye, 10. Szolnok megye, 11. Pest megye, 12. Csongrád megye
Budapesti csoport: 1. Bp. Vörös Meteor 43, 2. Vasas MÁVAG 41, 3. Fáklya Antenna 38, 4. III. ker. Vörös Lobogó 27, 5. Vasas Beloiannisz-gyár (volt Vasas Standard) 27, 6. Bp. Szikra 24, 7. Bp. Lokomotív 23, 8. Bp. Építők 18, 9. Bp. Kinizsi 11, 10. Vasas Elektromos 10, 11. VL Sortex 7, 12. OSZH Erdőközpont 0 pont
1953
Ebben az évben az országos döntőben ismét szakszervezeti csapatok indultak.
Országos döntő: 1. SZOT II., 2. SZOT I., 3. SZOT III., 4. SZOT IV.
Budapesti csoport: 1. Vasas MÁVAG 50 (1 pont levonva), 2. Bp. Vörös Lobogó (volt III. ker. Vörös Lobogó) 45, 3. Bp. Vörös Meteor 44, 4. Fáklya Antenna 44, 5. Bp. Kinizsi 34, 6. Vasas Beloiannisz-gyár 25, 7. Bp. Dózsa 25, 8. Bp. Építők 24, 9. Bp. Szikra 21, 10. Vasas Alumíniumgyár 17 (1 pont levonva), 11. Bp. Spartacus 17, 12. Bp. Lokomotív 9, 13. Bp. Fáklya 7 pont, a Vasas Elektromos visszalépett
1954
Ettől az évtől visszaállították a nemzeti bajnokság rendszerét.
1. Vasas MÁVAG 48, 2. Bp. Kinizsi 40, 3. Bp. Vörös Meteor 38, 4. Bp. Szikra 33, 5. Bp. Építők 33, 6. Bp. Spartacus 28, 7. Bp. Dózsa 28, 8. Vasas Alumíniumgyár 24, 9. Győri Előre 15, 10. Debreceni Petőfi 10, 11. Miskolci Építők 8, 12. Ceglédi Lokomotív 7, 13. Szombathelyi Vörös Meteor 2 pont, a Bp. Vörös Lobogó visszalépett
1955
1. Bp. Vasas (volt Vasas MÁVAG) 52, 2. Bp. Kinizsi 48, 3. Bp. Vörös Meteor 40, 4. Zuglói Dózsa (volt Bp. Dózsa) 31, 5. Bp. Spartacus 31, 6. Vasas Alumíniumgyár 27, 7. TTK Haladás 27, 8. Bp. Szikra 25, 9. Építők Földgép (volt Bp. Építők) 24, 10. Győri Törekvés (volt Győri Előre) 19, 11. Miskolci Építők 14, 12. Debreceni Bástya (volt Debreceni Petőfi) 13, 13. Törekvés MAHART 7, 14. Debreceni Vörös Meteor 6 pont
1956
A bajnokság félbeszakadt.
1. Bp. Vörös Meteor 30/15, 2. Bp. Vasas 29/16, 3. Bp. Kinizsi 27/16, 4. Vasas Alumíniumgyár 21/16, 5. Bp. Spartacus 20/15, 6. Bp. Szikra 14/16, 7. Építők Földgép 13/15, 8. TTK Haladás 13/16, 9. Győri Törekvés 6/15, 10. Ceglédi Törekvés (volt Ceglédi Lokomotív) 3/14, 11. Törekvés MAHART 3/15, 12. Debreceni Bástya 1/11 pont/lejátszott meccs
1957
1. Bp. Vörös Meteor 20, 2. Ferencvárosi TC (volt Bp. Kinizsi) 18, 3. Egyetértés SC 15, 4. VM Közért 12, 5. BEAC (volt TTK Haladás) 9, 6. Külkereskedelmi SC 9, 7. Földgép SK (volt Építők Földgép) 8, 8. Győri Közlekedés (volt Győri Törekvés) 7, 9. Kőbányai Lombik (volt Bp. Szikra) 6, 10. Miskolci MTE (volt Miskolci Építők) 6, 11. Szombathelyi Pedagógus 0 pont
1957–58
1. Bp. Vörös Meteor 52, 2. Ferencvárosi TC 48, 3. VM Közért 42, 4. Földgép SK 40, 5. Egyetértés SC 37, 6. BEAC 30, 7. Külkereskedelmi SC 29, 8. Győri Közlekedés 24, 9. Pénzügyőrök SE 20, 10. Szombathelyi Pedagógus 14, 11. Miskolci MTE 11, 12. Korányi Kórház SK 9, 13. Kőbányai Lombik 5, 14. Nagykanizsai Traktor 3 pont
1958–59
1. Bp. Vörös Meteor 48, 2. Ferencvárosi TC 40, 3. Külkereskedelmi SC 39, 4. VM Közért 36, 5. Földgép SK 29, 6. BEAC 29, 7. Miskolci MTE 21, 8. Statisztika Petőfi SC 18, 9. Szombathelyi Pedagógus 14, 10. Győri Közlekedés 12, 11. Pénzügyőrök SE 9, 12. Budai Egészségügy (volt Korányi Kórház SK) 8, 13. Ceglédi VSE 7 pont, a VM Egyetértés visszalépett
1959–60
1. Bp. Vörös Meteor 52, 2. VM Közért 45, 3. Földgép SK 44, 4. Ferencvárosi TC 40, 5. Külkereskedelmi SC 39, 6. Statisztika Petőfi SC 30, 7. BRESC (volt Kőbányai Lombik) 24, 8. Pénzügyőrök SE 23, 9. Miskolci MTE 21, 10. Bp. Helyiipari SC 12, 11. BEAC 12, 12. Debreceni MTE 10, 13. Szombathelyi Pedagógus 8, 17. Budai Egészségügy 7 pont
1960–61
1. Bp. Vörös Meteor 52, 2. Ferencvárosi TC 44, 3. Földgép SK 42, 4. Külkereskedelmi SC 41, 5. VM Közért 38, 6. Statisztika Petőfi SC 31, 7. Bp. Helyiipari SC 25, 8. Miskolci MTE 25, 9. BRESC 22, 10. Pénzügyőrök SE 14, 11. Vasúttervező 10, 12. Pálma SC 9, 13. Debreceni MTE 9, 14. BEAC 2 pont
1961–62
1. Bp. Vörös Meteor 50, 2. Földgép SK 46, 3. Ferencvárosi TC 42, 4. Külkereskedelmi SC 41, 5. VM Közért 38, 6. Statisztika Petőfi SC 28, 7. Bp. Helyiipari SC 25, 8. Hídépítők SK 21, 9. Miskolci MTE 20, 10. Szombathelyi Pedagógus 20, 11. BRESC 14, 12. Vasúttervező 12, 13. Debreceni MTE 7, 14. Pénzügyőrök SE 0 pont
1962–63
1. Földgép SK 66, 2. Bp. Vörös Meteor 66, 3. Ferencvárosi TC 63, 4. VM Közért 48, 5. Statisztika Petőfi SC 47, 6. Bp. Helyiipari SC 38, 7. Hídépítők SK 34, 8. Miskolci MTE 26, 9. Fővárosi Autóbusz SK 20, 10. Szombathelyi Pedagógus 20, 11. Vasúttervező 18, 12. BRESC 18, 13. Külkereskedelmi SC 4 pont, a Pálma SC visszalépett
1964
1. Bp. Vörös Meteor 51, 2. Földgép SK 46, 3. Ferencvárosi TC 43, 4. VM Közért 41, 5. Statisztika Petőfi SC 39, 6. Bp. Helyiipari SC 29, 7. Hídépítők SK 28, 8. Miskolci MTE 20, 9. Bp. Postás 19, 10. Kaposvári MTE 17, 11. Vasúttervező 11, 12. Szombathelyi Pedagógus 9, 13. BRESC 8, 14. Fővárosi Autóbusz SK 3 pont
1965
1. Ferencvárosi TC 46, 2. 31. sz. Építők (volt Földgép SK) 44, 3. Bp. Vörös Meteor 42, 4. Statisztika Petőfi SC 34, 5. VM Közért 29, 6. Hídépítők SK 26, 7. Bp. Helyiipari SC 24, 8. Bp. Postás 21, 9. Kaposvári VMTE (volt Kaposvári MTE) 16, 10. Szombathelyi Pedagógus 11, 11. Vasúttervező 10, 12. Külkereskedelmi SC 7, 13. Miskolci Építők MTE (volt Miskolci MTE) 2 pont, a VM Egyetértés visszalépett
1966
1. Ferencvárosi TC 52, 2. 31. sz. Építők 48, 3. Bp. Vörös Meteor 41, 4. Statisztika Petőfi SC 40, 5. Bp. Postás 34, 6. Bp. Helyiipari SC 32, 7. Hídépítők SK 30, 8. VM Közért 24, 9. Kaposvári VMTE 15, 10. Szombathelyi Pedagógus 15, 11. Vasúttervező 14, 12. Külkereskedelmi SC 13, 13. Pénzügyőr SE 6, 14. OSC 0 pont
1967
1. Ferencvárosi TC 49, 2. 31. sz. Építők 45, 3. Bp. Postás 42, 4. Statisztika Petőfi SC 42, 5. Bp. Vörös Meteor 37, 6. VM Közért 28, 7. Hídépítők SK 28, 8. Külkereskedelmi SC 22, 9. Bp. Helyiipari SC 20, 10. Vasúttervező 19 (2 pont levonva), 11. Kaposvári VMTE 15, 12. Bp. Petőfi 7, 13. Szombathelyi Pedagógus 5, 14. Debreceni MTE 0 pont
1968
1. Statisztika Petőfi SC 48, 2. Ferencvárosi TC 48, 3. 31. sz. Építők 42, 4. Bp. Postás 40, 5. Vasúttervező 40, 6. Bp. Vörös Meteor 32, 7. VM Közért 26, 8. Hídépítők SK 22, 9. Bp. Helyiipari SC 20, 10. Kaposvári VMTE 20, 11. Egri FMSZ Vörös Meteor 12, 12. Külkereskedelmi SC 10, 13. Bp. Petőfi 4, 14. Dunakeszi Kinizsi 0 pont
1969
1. Statisztika Petőfi SC 44, 2. Ferencvárosi TC 38, 3. 31. sz. Építők 36, 4. MÁV Tervezőintézet 30, 5. Bp. Postás 26, 6. Hídépítők SK 22, 7. VM Közért 16, 8. Bp. Helyiipari SC 14, 9. Egri FMSZ Vörös Meteor 14, 10. Bp. Vörös Meteor 14, 11. BEAC 10, 12. Kaposvári VMTE 0 pont
1970
1. Statisztika Petőfi SC 42, 2. Ferencvárosi TC 40, 3. 31. sz. Építők 38, 4. MÁV Tervezőintézet 30, 5. Bp. Postás 28, 6. VM Közért 20, 7. Bp. Helyiipari SC 18, 8. Hídépítők SK 16, 9. Gamma SK 14, 10. Egri Vörös Meteor (volt Egri FMSZ Vörös Meteor) 8, 11. Miskolci Építők MTE 8, 12. Bp. Vörös Meteor 2 pont
1971
1. Statisztika Petőfi SC 44, 2. Ferencvárosi TC 40, 3. 31. sz. Építők 36, 4. Főkert HSC (volt Bp. Helyiipari SC) 32, 5. MÁV Tervezőintézet 28, 6. Savaria Cipőgyár 22, 7. VM Közért 20, 8. Bp. Postás 14, 9. Gamma SK 14, 10. Egri Vörös Meteor 8, 11. Hídépítők SK 6, 12. Abonyi TSZ SK 0 pont
1972
Ettől az évtől a csapatok egy teljes kört játszottak, majd a helyezések alapján két csoportban egymás közt még egy kört.
I. csoport: 1. Statisztika Petőfi SC 32, 2. Ferencvárosi TC 28, 3. 31. sz. Építők 24, 4. Főkert HSC 18, 5. MÁV Tervezőintézet 16, 6. VM Közért 12 pont
II. csoport: 7. Savaria Cipőgyár 14, 8. Miskolci Építők MTE 14, 9. Kaposvári Vasas (volt Kaposvári VMTE) 14, 10. Postás SE (volt Bp. Postás) 10, 11. Egri Vörös Meteor 10, 12. Gamma SK 0 pont
1973
A csoport: 1. Statisztika Petőfi SC 32, 2. Ferencvárosi TC 28, 3. 31. sz. Építők 22, 4. MÁV Tervezőintézet 20, 5. BSE (volt Bp. Petőfi) 14, 6. Főkert HSC 14 pont
B csoport: 7. Kaposvári Vasas 16, 8. Sabaria SE (volt Savaria Cipőgyár) 16, 9. VM Közért 12, 10. Miskolci Építők MTE 12, 11. Postás SE 6, 12. Hídépítők SK 0 pont
1974
A csoport: 1. Statisztika Petőfi SC 32, 2. 31. sz. Építők 24, 3. BSE 22, 4. Ferencvárosi TC 22, 5. MÁV Tervezőintézet 20, 6. Kaposvári Vasas 12 pont
B csoport: 7. VM Közért 18, 8. Sabaria SE 14, 9. Postás SE 14, 10. Egri Vörös Meteor 8, 11. BEAC 6, 12. Miskolci Építők MTE 0 pont
1975
A csoport: 1. Statisztika Petőfi SC 32, 2. BSE 28, 3. 31. sz. Építők 24, 4. Ferencvárosi TC 18, 5. MÁV Tervezőintézet 18, 6. Sabaria SE 12 pont
B csoport: 7. Postás SE 16, 8. VM Közért 12, 9. Kaposvári Vasas 12, 10. Egri Vörös Meteor 10, 11. Pécsi BTC 8, 12. Abonyi TSZ SK 2 pont
1976
A csoport: 1. Statisztika Petőfi SC 32, 2. BSE 28, 3. 31. sz. Építők 22, 4. Ferencvárosi TC 22, 5. Bp. Spartacus 14, 6. MÁV Tervezőintézet 14 pont
B csoport: 7. Postás SE 16, 8. VM Közért 16, 9. Kaposvári Vasas 16, 10. Sabaria SE 6, 11. Dunai Kőolaj SK 6, 12. Egri Vörös Meteor 0 pont
1977
A csoport: 1. Statisztika Petőfi SC 32, 2. BSE 26, 3. 31. sz. Építők 24, 4. Bp. Spartacus 20, 5. Ferencvárosi TC 14, 6. Kaposvári Vasas 14 pont
B csoport: 7. Tolnai Vörös Lobogó 20, 8. Postás SE 16, 9. Sabaria SE 10, 10. MÁV Tervezőintézet 10, 11. VM Közért 6, 12. Hídépítők SK 0 pont
1978
A csoport: 1. Statisztika Petőfi SC 32, 2. BSE 24, 3. Tolnai Vörös Lobogó 24, 4. 31. sz. Építők 22, 5. Bp. Spartacus 16, 6. MÁV Tervezőintézet 14 pont
B csoport: 7. Kaposvári Vasas 14, 8. Postás SE 14, 9. Dunai Kőolaj SK 12, 10. Sabaria SE 10, 11. Ferencvárosi TC 8, 12. Egri Vörös Meteor 2 pont
1979
A csoport: 1. Statisztika Petőfi SC 32, 2. BSE 28, 3. Tolnai Vörös Lobogó 22, 4. Bp. Spartacus 18, 5. 31. sz. Építők 16, 6. Postás SE 16 pont
B csoport: 7. Dunai Kőolaj SK 18, 8. MÁV Tervezőintézet 18, 9. Miskolci Építők MTE 12, 10. Sabaria SE 8, 11. Kaposvári Vasas 2, 12. Bakony Vegyész 2 pont
1980
A csoport: 1. Statisztika Petőfi SC 32, 2. BSE 28, 3. Tolnai Vörös Lobogó 24, 4. Bp. Spartacus 20, 5. 31. sz. Építők 16, 6. Postás SE 12 pont
B csoport: 7. VM Közért 18, 8. Miskolci Építők MTE 14, 9. MÁV Tervezőintézet 12, 10. Dunai Kőolaj SK 8, 11. Ferencvárosi TC 6, 12. Sabaria SE 2 pont
1981
A csoport: 1. Statisztika Petőfi SC 32, 2. BSE 26, 3. Tolnai Vörös Lobogó 26, 4. Bp. Spartacus 20, 5. Kanizsa Bútor 14, 6. 31. sz. Építők 14 pont
B csoport: 7. Postás SE 16, 8. VM Közért 14, 9. MEDOSZ Erdért SE 10, 10. Miskolci Építők MTE 10, 11. Pécsi Spartacus 6, 12. MÁV Tervezőintézet 4 pont
1982–83
A csoport: 1. Statisztika Petőfi SC 32, 2. Tolnai Vörös Lobogó 26, 3. BSE 24, 4. Bp. Spartacus 22, 5. Kanizsa Bútor 16, 6. VM Közért 12 pont
B csoport: 7. 31. sz. Építők 18, 8. Postás SE 14, 9. Miskolci Építők MTE 14, 10. MEDOSZ Erdért SE 10, 11. Sabaria SE 4, 12. Egri Vörös Meteor 0 pont
1983–84
A csoport: 1. Statisztika Petőfi SC 32, 2. Tolnai Vörös Lobogó 28, 3. BSE 22, 4. Bp. Spartacus 18, 5. Kanizsa Bútor 18, 6. VM Közért 12 pont
B csoport: 7. 31. sz. Építők 22, 8. Postás SE 16, 9. Miskolci Építők MTE 10, 10. MEDOSZ Erdért SE 10, 11. Győri Elektromos 4, 12. MÁV Tervezőintézet 0 pont
1984–85
A csoport: 1. Statisztika Petőfi SC 30, 2. BSE 28, 3. Tolnai Vörös Lobogó 26, 4. Bp. Spartacus 20, 5. Fővárosi Vízművek SK 16, 6. Postás SE 12 pont
B csoport: 7. VM Közért 14, 8. Kanizsa Bútor 14, 9. 31. sz. Építők 10, 10. MEDOSZ Erdért SE 10, 11. Borsodi Építők Volán (volt Miskolci Építők MTE) 10, 12. Pécsi Spartacus 2 pont
1985–86
A csoport: 1. Statisztika Petőfi SC 32, 2. BSE 22, 3. Tolnai Vörös Lobogó 22, 4. Erzsébeti SMTK 20, 5. Fővárosi Vízművek SK 20, 6. Kanizsa Bútor 14 pont
B csoport: 7. Bp. Spartacus 18, 8. 31. sz. Építők 16, 9. VM Közért 14, 10. Postás SE 8, 11. MEDOSZ Erdért SE 6, 12. Egri Vörös Meteor 0 pont
1986–87
Ettől az évtől a csapatok a második körben csak az egymás elleni eredményt tartották meg.
A csoport: 1. Statisztika Petőfi SC 26, 2. BSE 24, 3. Tolnai Vörös Lobogó 18, 4. Fővárosi Vízművek SK 16, 5. Erzsébeti SMTK 10, 6. Bp. Spartacus 10, 7. Kanizsa Bútor 8, 8. 31. sz. Építők 0 pont
B csoport: 9. Borsodi Építők Volán 26, 10. Postás SE 24, 11. MÁV Dunántúli AC 20, 12. Pécsi Spartacus 16, 13. MEDOSZ Erdért SE 14, 14. VM Közért 8, 15. Borsodi Kinizsi 4, 16. Egri Vörös Meteor 0 pont
1987–88
A csoport: 1. Statisztika Petőfi SC 28, 2. Fővárosi Vízművek SK 24, 3. BSE 16, 4. Tolnai Vörös Lobogó 10, 5. Erzsébeti SMTK 10, 6. Kanizsa Bútor 9 (1 pont levonva), 7. Bp. Spartacus 8, 8. Borsodi Építők Volán 6 pont
B csoport: 9. 31. sz. Építők 28, 10. Postás SE 22, 11. MÁV Dunántúli AC 20, 12. MEDOSZ Erdért SE 14, 13. Kaposplast SC 12, 14. VM Közért 8, 15. Pécsi Spartacus 4, 16. Sabaria SE 4 pont
1988–89
A csoport: 1. Statisztika Petőfi SC 24, 2. Fővárosi Vízművek SK 20, 3. 31. sz. Építők 14, 4. BSE 14, 5. Kanizsa Bútor 6, 6. Erzsébeti SMTK 6, 7. Tolnai Vörös Lobogó 0 pont, a Bp. Spartacus visszalépett
B csoport: 9. Postás SE 24, 10. Borsodi Építők Volán 24, 11. MÁV Dunántúli AC 20, 12. Kaposplast SC 20, 13. VM Közért 10, 14. MEDOSZ Erdért SE 10, 15. Borsodi Kinizsi 4, 16. Gamma SK 0 pont
1989–90
Ettől az évtől egy csoportban, két kört játszva küzdöttek a csapatok.
1. Statisztika Petőfi SC 36, 2. Fővárosi Vízművek SK 30, 3. BSE 30, 4. 31. sz. Építők 22, 5. Erzsébeti ATSE (volt Erzsébeti SMTK) 18, 6. Kanizsa Bútor 16, 7. Postás SE 10, 8. MÁV Dunántúli AC 10, 9. Hejőcsabai Cementművek SC (volt Borsodi Építők Volán) 6, 10. Tolnai Vörös Lobogó 2 pont
1990–91
Alapszakasz: 1. Statisztika Petőfi SC 36, 2. BSE 32, 3. Fővárosi Vízművek SK 28, 4. 31. sz. Építők 22, 5. Kanizsa Bútor 16, 6. Hejőcsabai Cementművek SC 14, 7. Kaposplast SC (volt Kaposvári Vasas) 14, 8. Postás SE 10, 9. VM Közért 4, 10. MÁV Dunántúli AC-Bercsényi 4 pont
Rájátszás
Elődöntő: Statisztika Petőfi SC–31. sz. Építők 13:1 és BSE–Fővárosi Vízművek SK 13:4
3. helyért: Fővárosi Vízművek SK–31. sz. Építők 13:2
Döntő: Statisztika Petőfi SC–BSE 13:6, 13:10
1991–92
1. Statisztika Petőfi SC 35, 2. Diszkrét SE (volt Fővárosi Vízművek SK) 31, 3. BSE 30, 4. Kaposplast SC 22, 5. Tolnai SE (volt Tolnai Vörös Lobogó) 18, 6. 31. sz. Építők 16, 7. Postás SE 12, 8. Hejőcsabai Cementművek SC 9, 9. Orosházi MTK 7, 10. Kecskeméti Spartacus 0 pont
1992–93
1. Statisztika Petőfi SC 36, 2. Postás SE 29, 3. Statisztika Petőfi SC II. (volt Diszkrét SE) 27, 4. BSE 26, 5. Tolnai SE 19, 6. Kaposplast SC 17, 7. Orosházi MTK 10, 8. Hejőcsabai Cementművek SC 7, 9. Szekszárdi Húsipari SE 6, 10. KSI 3 pont
1993–94
Ettől az évtől az előző évi első három (2000-ben és 2001-ben az első négy) helyezett az osztrák, magyar, cseh és szlovák csapatok részvételével rendezett Szuperligában szerepelt, csak a rájátszásban csatlakozott a bajnoksághoz. A Statisztika Petőfi SC II. helyett a BSE indult a Szuperligában.
Alapszakasz: 1. Statisztika Petőfi SC II. 24, 2. Tolnai SE 19, 3. Orosházi MTK 17, 4. Hejőcsabai Cementművek SC 9, 5. Kecskeméti Spartacus 8, 6. Kaposplast SC 7, 7. Gamma SK 0 pont
Rájátszás
Csoportkör: 1. csoport: 1. Statisztika Petőfi SC 4, 2. Statisztika Petőfi SC II. 2, 3. Tolnai SE 0 pont, 2. csoport: 1. Postás SE 4, 2. BSE 2, 3. Orosházi MTK 0 pont
Elődöntő: Statisztika Petőfi SC–BSE 10:1, 10:6 és Postás SE–Statisztika Petőfi SC II. 10:2, 9:8
5. helyért: Tolnai SE–Orosházi MTK 2:10
3. helyért: BSE–Statisztika Petőfi SC II. 10:5, 9:5
Döntő: Statisztika Petőfi SC–Postás SE 10:1, 9:1
1994–95
Alapszakasz: 1. Orosházi MTK 36, 2. Tolnai SE 30, 3. Szekszárdi Húsipari SE 27, 4. Erdért SE (volt MEDOSZ Erdért SE) 20, 5. Kecskeméti Spartacus 18, 6. BSE II. 18, 7. Hejőcsabai Cementművek SC 13, 8. Gamma SK 9, 9. Kaposplast SC 9, 10. Egri ÁFÉSZ SC (volt Egri Vörös Meteor) 0 pont
Rájátszás
Csoportkör: 1. csoport: 1. Statisztika Petőfi SC 4, 2. Orosházi MTK 2, 3. Szekszárdi Húsipari SE 0 pont, 2. csoport: 1. Postás SE 4, 2. BSE 2, 3. Tolnai SE 0 pont
Elődöntő: Statisztika Petőfi SC–BSE 10:3, 9:6 és Postás SE–Orosházi MTK 10:6, 9:7
5. helyért: Tolnai SE–Szekszárdi Húsipari SE 10:4
3. helyért: BSE–Orosházi MTK 3:10, 1:9
Döntő: Statisztika Petőfi SC–Postás SE 10:0
1995–96
Alapszakasz: 1. Szekszárdi Húsipari SE 32, 2. BSE 30, 3. Erdért SE 24, 4. Kaposplast SC 20, 5. Statisztika Petőfi SC II. 19, 6. BSE II. 14, 7. Hejőcsabai Cementművek SC 13, 8. Postás SE II. 13, 9. Tolnai SE 13, 10. Kecskeméti Spartacus 2 pont
Rájátszás
Csoportkör: 1. csoport: 1. Statisztika Petőfi SC 4, 2. Postás SE 2, 3. BSE 0 pont, 2. csoport: 1. Orosházi MTK 4, 2. Szekszárdi Húsipari SE 2, 3. Erdért SE 0 pont
Elődöntő: Statisztika Petőfi SC–Szekszárdi Húsipari SE 10:0, 9:2 és Orosházi MTK–Postás SE 7:10, 5:9
5. helyért: BSE–Erdért SE 10:3, 10:5
3. helyért: Orosházi MTK–Szekszárdi Húsipari SE 10:7, 6:10
Döntő: Statisztika Petőfi SC–Postás SE 10:5, 10:2
1996–97
Alapszakasz: 1. BSE 36, 2. Orosházi MTK 31, 3. Postás-Matáv SE II. 25, 4. Erdért SE 22, 5. Statisztika Petőfi SC II. 16, 6. Kaposplast SC 15, 7. Egri ÁFÉSZ SC 14, 8. Kecskeméti Spartacus 13, 9. Tolnai SE 8, 10. Tiszaújvárosi SC 0 pont
Rájátszás
Csoportkör: A csoport: 1. Statisztika Petőfi SC 4, 2. BSE 2, 3. Erdért SE 0 pont, B csoport: 1. Postás-Matáv SE 4, 2. Orosházi MTK 2, 3. Szekszárd SK (volt Szekszárdi Húsipari SE) 0 pont
Elődöntő: Statisztika Petőfi SC–Orosházi MTK 10:0 és Postás-Matáv SE–BSE 8:10, 9:9
5. helyért: Szekszárd SK–Erdért SE 1:10
3. helyért: Postás-Matáv SE–Orosházi MTK 10:3, 9:8
Döntő: Statisztika Petőfi SC–BSE 10:2, 9:2
1997–98
Alapszakasz: 1. Orosházi MTK 34, 2. Szekszárd SK 28, 3. Kaposplast SC 26, 4. Statisztika Petőfi SC II. 24, 5. Postás-Matáv SE II. 18, 6. Egri ÁFÉSZ SC 18, 7. BEAC-Gamma (volt Gamma SK) 17, 8. Kecskeméti Spartacus 7, 9. Tolnai SE 6, 10. Erdért SE 2 pont
Rájátszás
Csoportkör: A csoport: 1. Statisztika Petőfi SC 4, 2. Orosházi MTK 2, 3. Kaposplast SC 0 pont, B csoport: 1. Postás-Matáv SE 4, 2. BSE 2, 3. Szekszárd SK 0 pont
Elődöntő: Statisztika Petőfi SC–BSE 10:4, 10:2 és Postás-Matáv SE–Orosházi MTK 10:4, 10:0
5. helyért: Szekszárd SK–Kaposplast SC 10:0
3. helyért: BSE–Orosházi MTK 10:7, 9:5
Döntő: Statisztika Petőfi SC–Postás-Matáv SE 10:6, 9:3
1998–99
Alapszakasz: 1. Szekszárd AC (volt Szekszárd SK) 35, 2. Orosházi MTK 31, 3. BEAC-Gamma 27, 4. Kaposplast SC 24, 5. Egri ÁFÉSZ SC 16, 6. Statisztika Petőfi SC II. 14, 7. Postás-Matáv SE II. 13, 8. AC Tolna (volt Tolnai SE) 12, 9. Kecskeméti Spartacus 8, 10. Csanádi Árpád KSI 0 pont
Rájátszás
Csoportkör: A csoport: 1. Statisztika Petőfi SC 4, 2. Postás-Matáv SE 2, 3. BEAC-Gamma 0 pont, B csoport: 1. BSE 4, 2. Szekszárd AC 2, Orosházi MTK 0 pont
Elődöntő: Statisztika Petőfi SC–Szekszárd AC 10:0 és BSE–Postás-Matáv SE 10:7, 9:5
5. helyért: Orosházi MTK–BEAC-Gamma 10:4, 9:6
3. helyért: Postás-Matáv SE–Szekszárd AC 10:2, 9:4
Döntő: Statisztika Petőfi SC–BSE 10:4, 9:1
1999–2000
Alapszakasz: A csoport: 1. Statisztika Petőfi SC II. 14, 2. Orosházi MTK 12, 3. AC Tolna 8, 4. Kecskeméti Spartacus 2 pont, B csoport: 5. Postás-Matáv SE II. 13, 6. Egri ÁFÉSZ SC 9, 7. Kaposplast SC 7, 8. City Squash Club 7 pont
Rájátszás
Csoportkör: A csoport: 1. Statisztika Petőfi SC 4, 2. Postás-Matáv SE 2, 3. AC Tolna 0 pont, B csoport: 1. BSE 4, 2. Orosházi MTK 2, 3. Szekszárd AC 0 pont
Elődöntő: Statisztika Petőfi SC–Orosházi MTK 10:0 és BSE–Postás-Matáv SE 10:3, 9:6
5. helyért: Szekszárd AC–AC Tolna 8:9
3. helyért: Postás-Matáv SE–Orosházi MTK 8:10, 7:9
Döntő: Statisztika Petőfi SC–BSE 10:2, 9:1
2000–01
Alapszakasz: A csoport: 1. Statisztika Petőfi SC 18, 2. AC Tolna 9, 3. City Squash Club 5, 4. Kecskeméti Spartacus 4 pont, B csoport: 5. Soltvadkerti TE 14, 6. Egri ÁFÉSZ SC 10, 7. Zselic Kaposplast SC 8, 8. Postás-Matáv SE II. 4 pont
Rájátszás
Elődöntőbe jutásért: Postás-Matáv SE–AC Tolna 10:5, 9:2 és Szekszárd AC–Orosházi MTK 10:8, 7:10, 10:8
Elődöntő: Statisztika Petőfi SC–Szekszárd AC 10:0 és BSE–Postás-Matáv SE 10:4, 9:1
5. helyért: Orosházi MTK–AC Tolna 9:9, 10:3
3. helyért: Postás-Matáv SE–Szekszárd AC 10:5, 9:7
Döntő: Statisztika Petőfi SC–BSE 10:1, 9:2
2001–02
Alapszakasz: 1. Orosházi ASE (volt Orosházi MTK) 33, 2. Szekszárd AC 33, 3. Statisztika Petőfi SC II. 26, 4. AC Tolna 25, 5. Postás-Matáv SE II. 21, 6. City Squash Club 15, 7. KSI 11, 8. Kecskeméti Spartacus 10, 9. Soltvadkerti TE 6, 10. Zselic Kaposplast SC 0 pont
Rájátszás
Elődöntőbe jutásért: BSE–Szekszárd AC 9:9, 10:2 és Orosházi ASE–AC Tolna 10:3, 9:4
Elődöntő: Statisztika Petőfi SC–Orosházi ASE 10:1 és Postás-Matáv SE–BSE 10:6, 9:9
5. helyért: Szekszárd AC–AC Tolna 9:9, 9:9, 9:9 (38:34-es játszmaaránnyal a Szekszárd AC győzött)
3. helyért: BSE–Orosházi ASE 10:6, 9:9
Döntő: Statisztika Petőfi SC–Postás-Matáv SE 10:4, 9:0
2002–03
Alapszakasz: 1. Orosházi ASE 33, 2. Statisztika Petőfi SC II. 32, 3. Postás-Matáv SE II. 28, 4. AC Tolna 21, 5. Szekszárd AC 20, 6. Egri ÁFÉSZ SC 14, 7. Budaörsi SC 12, 8. KSI 12, 9. Erdért SE 5, 10. Kecskeméti Spartacus 3 pont
Rájátszás
Elődöntőbe jutásért: BSE–Szekszárd AC 10:3, 9:0 és Orosházi ASE–AC Tolna 10:4, 9:2
Elődöntő: Statisztika Petőfi SC–Orosházi ASE 10:3 és Postás-Matáv SE–BSE 10:3, 9:4
5. helyért: Szekszárd AC–AC Tolna 9:9, 10:5
3. helyért: BSE–Orosházi ASE 10:5, 9:2
Döntő: Statisztika Petőfi SC–Postás-Matáv SE 10:2, 9:4
2003–04
Ettől az évtől a Szuperligában szereplő csapatok is játszottak az alapszakaszban.
Alapszakasz: 1. Statisztika Petőfi SC, 2. BSE, 3. Postás-Matáv SE, 4. Orosházi ASE, 5. Budaörsi SC, 6. Egri ÁFÉSZ SC, 7. AC Tolna, 8. Szekszárd AC
Rájátszás
Elődöntő: Statisztika Petőfi SC–Orosházi ASE 7:2 és BSE–Postás-Matáv SE 7:5, 7:3
3. helyért: Postás-Matáv SE–Orosházi ASE 7:1, 7:2
Döntő: Statisztika Petőfi SC–BSE 7:4, 7:6
2004–05
Alapszakasz: Felső ág: 1. Statisztika Petőfi SC 26, 2. Postás-Matáv SE 22, 3. BSE 17, 4. Szekszárd AC 13, 5. Orosházi ASE 9 pont, Alsó ág: 6. Statisztika Petőfi SC II. 18, 7. Budaörsi SC 13, 8. Kecskeméti Spartacus 7, 9. Egri ÁFÉSZ SC 4, 10. AC Tolna 1 pont
Rájátszás
7-10. helyért: Statisztika Petőfi SC II.–AC Tolna 10:4 és Kecskeméti Spartacus–Egri ÁFÉSZ SC 7:10
9. helyért: Kecskeméti Spartacus–AC Tolna 10:8
7. helyért: Statisztika Petőfi SC II.–Egri ÁFÉSZ SC 10:0
Elődöntőbe jutásért: BSE–Budaörsi SC 10:1 és Szekszárd AC–Orosházi ASE 10:2
Elődöntő: Statisztika Petőfi SC–Szekszárd AC 10:0 és Postás-Matáv SE–BSE 10:3
5. helyért: Orosházi ASE–Budaörsi SC 10:3
3. helyért: BSE–Szekszárd AC 10:6
Döntő: Statisztika Petőfi SC–Postás-Matáv SE 7:10, 10:7, 10:8
2005–06
Alapszakasz: 1. BSE 26, 2. Szekszárd AC 22, 3. Statisztika Petőfi SC II. 18, 4. Orosházi ASE 14, 5. Budaörsi SC 13, 6. Egri ÁFÉSZ SC 7, 7. Postás-Matáv SE II. 7, 8. Soltvadkerti TE 5 pont, a Postás-Matáv SE és a Statisztika Petőfi SC az őszi eredmények alapján egyből az elődöntőbe jutott
Rájátszás
Elődöntőbe jutásért: BSE–Budaörsi SC 10:2 és Szekszárd AC–Orosházi ASE 9:9, 8:10
Elődöntő: Postás-Matáv SE–Orosházi ASE 10:1 és Statisztika Petőfi SC–BSE 10:5, 9:0
5. helyért: Szekszárd AC–Budaörsi SC 9:9, 10:5
3. helyért: BSE–Orosházi ASE 10:2, 9:1
Döntő: Postás-Matáv SE–Statisztika Petőfi SC 9:9, 6:10
2006–07
1. Postás SE 34, 2. Statisztika Petőfi SC 33, 3. BSE 29, 4. Szekszárd AC 23, 5. Kecskeméti Spartacus 22, 6. Kanizsa Sörgyár SE 16, 7. Budaörsi SC 12, 8. Statisztika Petőfi SC II. 11, 9. Soltvadkerti TE 4, 10. Orosházi ASE 0 pont
2007–08
1. Statisztika Petőfi SC 34, 2. Postás SE 32, 3. BSE 29, 4. Budaörsi SC 19, 5. Kecskeméti Spartacus 17, 6. Szekszárd AC 17, 7. Kanizsa Sörgyár SE 16, 8. Soltvadkerti TE 10, 9. AC Tolna 6, 10. Erdért SE 0 pont
2008–09
1. BSE 32, 2. Kecskeméti Spartacus 31, 3. Postás SE 30, 4. Budaörsi SC 25, 5. Soltvadkerti TE 18, 6. Orosházi ASE 14, 7. Szekszárd AC 13, 8. AC Tolna 10, 9. Mohácsi TE 7, 10. Kanizsa Sörgyár SE 0 pont
2009–10
1. BSE 32, 2. Postás SE 31, 3. Budaörsi SC 31, 4. Orosházi ASE 22, 5. Soltvadkerti TE 20, 6. Kecskeméti TE 18, 7. Szekszárd AC 13, 8. Kanizsa Sörgyár SE 7, 9. AC Tolna 6, 10. Mohácsi TE 0 pont
2010–11
1. Budaörsi SC 28, 2. Soltvadkerti TE 27, 3. Postás SE 24, 4. Kecskeméti TE 20, 5. BSE 16, 6. Orosházi ASE 13, 7. Szekszárd AC 8, 8. Kanizsa Sörgyár SE 7, 9. Egri ÁFÉSZ SC 1 pont
2011–12
Alapszakasz: 1. Postás SE 26, 2. Budaörsi SC 25, 3. Szekszárd AC 18, 4. Kecskeméti TE 17, 5. Orosházi ASE 12, 6. Kanizsa Sörgyár SE 7, 7. Statisztika Petőfi SC 4, 8. Egri ÁFÉSZ SC 3 pont
Rájátszás
5-8. helyért: Orosházi ASE–Egri ÁFÉSZ SC 9:1, 10:0 és Kanizsa Sörgyár SE–Statisztika Petőfi SC 4:6, 5:5
7. helyért: Kanizsa Sörgyár SE–Egri ÁFÉSZ SC 3:7
5. helyért: Orosházi ASE–Statisztika Petőfi SC 8:2
Elődöntő: Postás SE–Kecskeméti TE 8:2, 8:2 és Budaörsi SC–Szekszárd AC 8:2, 10:0
3. helyért: Szekszárd AC–Kecskeméti TE 7:3, 5:5
Döntő: Postás SE–Budaörsi SC 6:4, 4:6 (36:33-as játszmaaránnyal a Postás SE győzött)
2012–13
Alapszakasz: 1. Budaörsi SC 28, 2. Postás SE 24, 3. Szekszárd AC 19, 4. Kecskeméti TE 17, 5. Egri ÁFÉSZ SC 12, 6. Statisztika Petőfi SC 5, 7. Erdért SE 4, 8. Kanizsa Sörgyár SE 3 pont
Rájátszás
5-8. helyért: Egri ÁFÉSZ SC–Kanizsa Sörgyár SE 7:3 és Statisztika Petőfi SC–Erdért SE 4:6, 6:4
7. helyért: Statisztika Petőfi SC–Kanizsa Sörgyár SE 7:3
5. helyért: Egri ÁFÉSZ SC–Erdért SE 7:3
Elődöntő: Budaörsi SC–Kecskeméti TE 8:2, 6:4 és Postás SE–Szekszárd AC 9:1
3. helyért: Szekszárd AC–Kecskeméti TE 5:5, 5:1
Döntő: Budaörsi SC–Postás SE 5:5, 5:0
2013–14
1. Postás SE 28, 2. Budaörsi SC 24, 3. Szekszárd AC 18, 4. Postás SE II. 17, 5. Kecskeméti TE 11, 6. MTK-Dunakeszi Kinizsi USE 10, 7. Erdért SE 4, 8. Jászkun Volán SC 0 pont, a Békési TE visszalépett
2014–15
Alapszakasz: 1. Postás SE 31, 2. Szekszárd AC 27, 3. Budaörsi SC 26, 4. Erdért SE 18, 5. Postás SE II. 13, 6. MTK-Dunakeszi Kinizsi USE 10, 7. Kecskeméti TE 9, 8. Soltvadkerti TE 6, 9. Pénzügyőr SE 4 pont
Rájátszás
Elődöntő: Postás SE–Erdért SE 7:0 és Szekszárd AC–Budaörsi SC 1:6
3. helyért: Szekszárd AC–Erdért SE 6:1
Döntő: Postás SE–Budaörsi SC 3:6
2015–16
Alapszakasz: 1. Szekszárd AC 33, 2. Budaörsi SC 31, 3. Postás SE 31, 4. Szekszárd AC II. 25, 5. Postás SE II. 18, 6. Erdért SE 15, 7. Soltvadkerti TE 11, 8. Kecskeméti TE 8, 9. Statisztika Petőfi SC 4, 10. MTK-Budapest 4 pont
Rájátszás
Elődöntő: Szekszárd AC–Erdért SE 6:2 és Budaörsi SC–Postás SE 4:6
3. helyért: Budaörsi SC–Erdért SE 7:0
Döntő: Szekszárd AC–Postás SE 7:0
2016–17
Alapszakasz: 1. Szekszárd AC 36, 2. Budaörsi SC 31, 3. Postás SE 29, 4. Erdért SE 24, 5. Szekszárd AC II. 18, 6. Orosházi ASE 17, 7. Soltvadkerti TE 11, 8. Statisztika Petőfi SC 8, 9. Kecskeméti TE 6, 10. Várpalotai Bányász 0 pont
Rájátszás
Elődöntő: Szekszárd AC–Erdért SE 6:1 és Budaörsi SC–Postás SE 2:6
3. helyért: Budaörsi SC–Erdért SE 6:2
Döntő: Szekszárd AC–Postás SE 6:3
2017–18
Alapszakasz: 1. Szekszárd AC 42, 2. Budaörsi SC 37, 3. Erdért SE 35, 4. Orosházi ASE 30, 5. Kecskeméti TE 23, 6. Statisztika Petőfi SC 23, 7. Postás SE 18, 8. Gödöllői SK 16 pont, a Várpalotai Bányász visszalépett
Rájátszás
Elődöntő: Szekszárd AC–Orosházi ASE 7:0 és Budaörsi SC–Erdért SE 6:1
3. helyért: Erdért SE–Orosházi ASE 6:1
Döntő: Szekszárd AC–Budaörsi SC 6:3
2018–19
Alapszakasz: 1. Szekszárd AC 43, 2. Budaörsi SC 41, 3. Erdért SE 30, 4. Statisztika Petőfi SC 26, 5. Orosházi ASE 24, 6. Kecskeméti Spartacus 15 pont
Rájátszás
Elődöntő: Szekszárd AC–Statisztika Petőfi SC 6:0 és Budaörsi SC–Erdért SE 6:2
3. helyért: Erdért SE–Statisztika Petőfi SC 6:1
Döntő: Szekszárd AC–Budaörsi SC 5:5
2019–20
Alapszakasz: 1. Budaörsi SC 41/14, 2. Erdért SE 38/13, 3. Kecskeméti Spartacus 33/13, 4. Statisztika Petőfi SC 32/15, 5. Orosházi ASE 27/16, 6. Ambrus AA 25/14, 7. Nyírbátori ASE 23/14, 8. Tatai AC 19/15, 9. NAC Nyíregyháza 18/14 pont/lejátszott meccs
Az alapszakasz a koronavírus-járvány miatt félbeszakadt.
Rájátszás
Elődöntő: Budaörsi SC–Kecskeméti Spartacus 4:0 és Erdért SE–Statisztika Petőfi SC 4:1
3. helyért: Kecskeméti Spartacus–Statisztika Petőfi SC 4:2
Döntő: Budaörsi SC–Erdért SE 4:1
2020–21
Alapszakasz: 1. Budaörsi SC 41, 2. Erdért SE 37, 3. Kecskeméti Spartacus 34, 4. Szekszárd AC 31, 5. Kanizsa Sörgyár SE 24, 6. Kiskunmajsai AC 20, 7. NAC Nyíregyháza 19, 8. Orosházi ASE 18 pont
Rájátszás
Elődöntő: Budaörsi SC–Szekszárd AC 5:1 és Erdért SE–Kecskeméti Spartacus 5:1
3. helyért: Kecskeméti Spartacus–Szekszárd AC 4:6
Döntő: Budaörsi SC–Erdért SE 5:2
2021–22
Alapszakasz: 1. Erdért SE 65, 2. Budaörsi SC 63, 3. Kecskeméti Spartacus 55, 4. Ajkai ASE 51, 5. Kiskunmajsai AC 50, 6. Orosházi ASE 42, 7. PVSE Soltvadkert 41, 8. Club Aréna Győr Bercsényi Miklós DSE 34, 9. Szekszárd AC 33, 10. Kanizsa Sörgyár SE 33, 11. NAC Nyíregyháza 31, 12. Békési Team 29 pont
Rájátszás
Elődöntő: Erdért SE–Ajkai ASE 5:2 és Budaörsi SC–Kecskeméti Spartacus 5:2
3. helyért: Kecskeméti Spartacus–Ajkai ASE 5:3
Döntő: Erdért SE–Budaörsi SC 2:6
2022–23
Alapszakasz: 1. Budaörsi SC 39, 2. Erdért SE 37, 3. Kiskunmajsai AC 35, 4. Debreceni AK-DEAC 30, 5. Kecskeméti Spartacus 30, 6. Győri AC-II. kerület Dózsa 28, 7. Statisztika UAK 25, 8. Ajkai ASE 25, 9. PVSE Soltvadkert 24, 10. Békési IAA 24, 11. NAC Nyíregyháza 20, 12. PTE-Pécsi EAC 19, 13. Kanizsa Sörgyár SE 19, 14. ASK Szeged 13 pont, az Orosházi ASE visszalépett
Felsőház: 1. Budaörsi SC 36, 2. Erdért SE 32, 3. Kiskunmajsai AC 26, 4. Debreceni AK-DEAC 21, 5. Kecskeméti Spartacus 20, 6. Statisztika UAK 20, 7. Győri AC-II. kerület Dózsa 13 pont
Alsóház: 1. PVSE Soltvadkert 31, 2. Kanizsa Sörgyár SE 27, 3. Ajkai ASE 26, 4. NAC Nyíregyháza 26, 5. Békési IAA 23, 6. PTE-Pécsi EAC 23, 7. ASK Szeged 12 pont
Rájátszás
Elődöntő: Budaörsi SC–Debreceni AK-DEAC 5:0 és Erdért SE–Kiskunmajsai AC 5:3
3. helyért: Kiskunmajsai AC–Debreceni AK-DEAC 5:4
Döntő: Budaörsi SC–Erdért SE 5:2
2023–24
Alapszakasz: 1. Budaörsi SC 28, 2. Erdért SE 28, 3. Győri AC-II. kerület Dózsa 26, 4. Kiskunmajsai AC 22, 5. Kanizsa Sörgyár SE 20, 6. PVSE Soltvadkert 18, 7. Kecskeméti Spartacus 18, 8. Ajkai ASE 16, 9. NAC Nyíregyháza 16, 10. PTE-Pécsi EAC 14, 11. Debreceni AK-DEAC 10 pont, a Statisztika UAK visszalépett
Felsőház: 1. Budaörsi SC 28, 2. Erdért SE 26, 3. Győri AC-II. kerület Dózsa 22, 4. Kiskunmajsai AC 18, 5. PVSE Soltvadkert 14, 6. Kanizsa Sörgyár SE 12 pont
Alsóház: 1. Kecskeméti Spartacus 18, 2. Ajkai ASE 16, 3. PTE-Pécsi EAC 16, 4. NAC Nyíregyháza 14, 5. Debreceni AK-DEAC 13 pont
Rájátszás
Elődöntő: Budaörsi SC–Kiskunmajsai AC 4:0 és Erdért SE–Győri AC-II. kerület Dózsa 4:2
3. helyért: Győri AC-II. kerület Dózsa–Kiskunmajsai AC 4:3
Döntő: Budaörsi SC–Erdért SE 4:3
2024–25
Alapszakasz: 1. Budaörsi SC 28, 2. Erdért SE 28, 3. Győri AC 26, 4. Kecskeméti Spartacus 22, 5. Kanizsa Sörgyár SE 20, 6. PTE-Pécsi EAC 18, 7. PVSE Soltvadkert 18, 8. Kiskunmajsai AC 16, 9. ATSK Szeged 16, 10. Debreceni AK-DEAC 14 pont
Rájátszás
Elődöntő: Budaörsi SC–Kecskeméti Spartacus 4:1 és Erdért SE–Győri AC 4:2
3. helyért: Győri AC–Kecskeméti Spartacus 4:1
Döntő: Budaörsi SC–Erdért SE 2:4